# Juneau, Wisconsin
Pentru capitala statului Alaska, vedeți Juneau, Alaska. Pentru alte sensuri, vedeți Juneau (dezambiguizare).

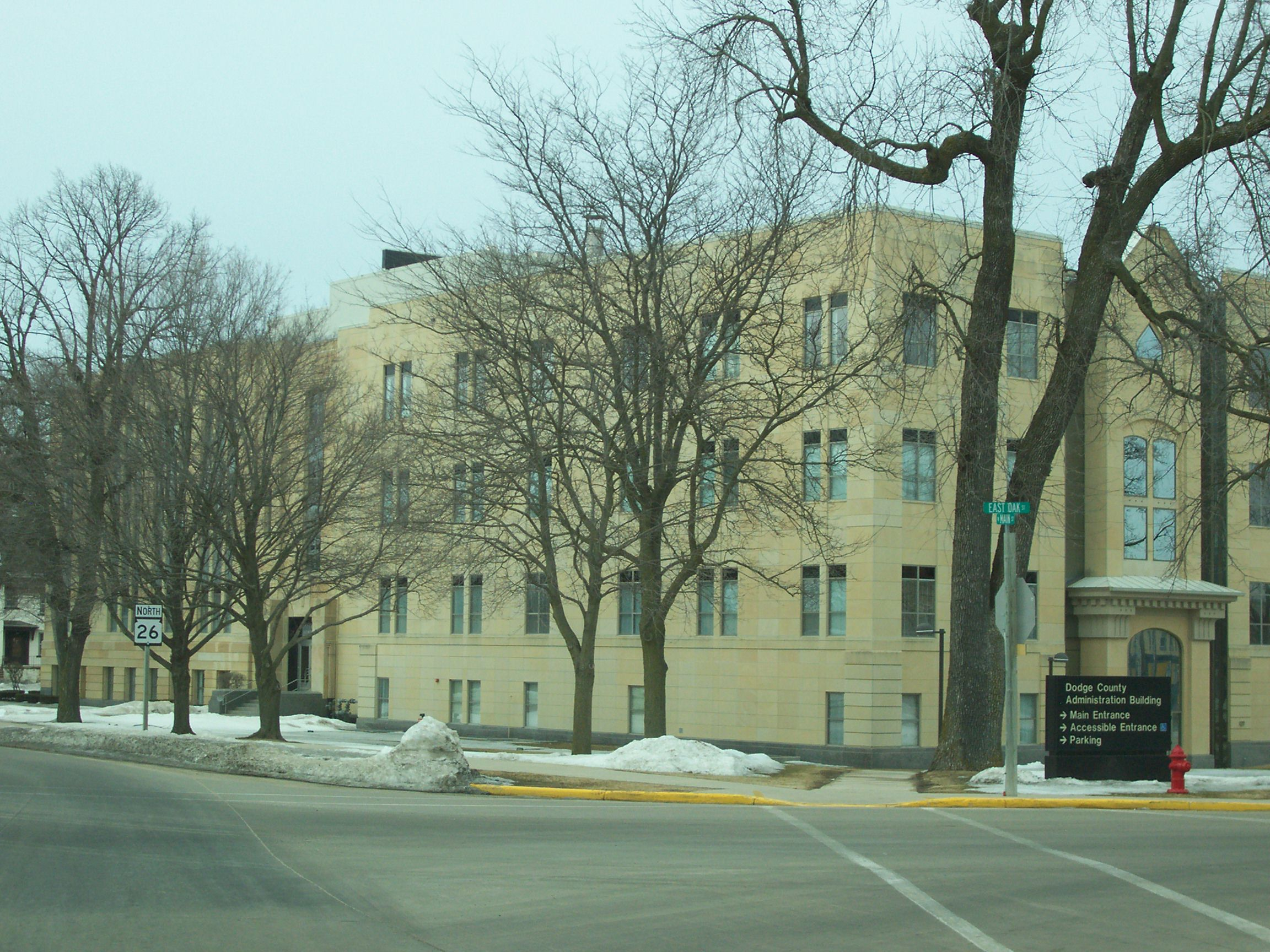
Imagine din Juneau, statul

Juneau este o localitate, municipalitate și sediul comitatului Dodge, statul Wisconsin, Statele Unite ale Americii.